# Motoball-Europameisterschaft 2012
Die 27. Motoball-Europameisterschaft 2012 fand vom 23. bis 28. Mai 2012 in Deutschland statt.
Austragungsorte waren Kuppenheim, Ubstadt-Weiher und Mörsch.

## Teilnehmer
- Deutschland
- Frankreich
- Niederlande
- Russland
- Ukraine
- Belarus

## Gruppenspiele
| 23. Mai 2012, 15:30 Uhr in Kuppenheim     |   |             |      |
| Frankreich                                | – | Niederlande | 8:5  |
| 23. Mai 2012, 18:00 Uhr in Kuppenheim     |   |             |      |
| Deutschland                               | – | Russland    | 5:11 |
| 23. Mai 2012, 19:50 Uhr in Kuppenheim     |   |             |      |
| Ukraine                                   | – | Belarus     | 2:4  |
| 24. Mai 2012, 15:40 Uhr in Kuppenheim     |   |             |      |
| Russland                                  | – | Niederlande | 11:2 |
| 24. Mai 2012, 17:30 Uhr in Kuppenheim     |   |             |      |
| Frankreich                                | – | Ukraine     | 7:3  |
| 24. Mai 2012, 19:15 Uhr in Kuppenheim     |   |             |      |
| Deutschland                               | – | Belarus     | 3:3  |
| 25. Mai 2012, 13:50 Uhr in Kuppenheim     |   |             |      |
| Niederlande                               | – | Ukraine     | 1:2  |
| 25. Mai 2012, 15:40 Uhr in Kuppenheim     |   |             |      |
| Deutschland                               | – | Niederlande | 6:0  |
| 25. Mai 2012, 17:30 Uhr in Kuppenheim     |   |             |      |
| Russland                                  | – | Belarus     | 5:2  |
| 25. Mai 2012, 19:20 Uhr in Kuppenheim     |   |             |      |
| Frankreich                                | – | Belarus     | 7:3  |
| 25. Mai 2012, 19:30 Uhr in Ubstadt-Weiher |   |             |      |
| Deutschland                               | – | Ukraine     | 13:2 |
| 26. Mai 2012, 19:30 Uhr in Mörsch         |   |             |      |
| Ukraine                                   | – | Russland    | 3:8  |
| 26. Mai 2012, 15:50 Uhr in Kuppenheim     |   |             |      |
| Belarus                                   | – | Niederlande | 10:2 |
| 26. Mai 2012, 17:40 Uhr in Kuppenheim     |   |             |      |
| Frankreich                                | – | Russland    | 2:3  |
| 26. Mai 2012, 19:30 Uhr in Kuppenheim     |   |             |      |
| Deutschland                               | – | Frankreich  | 7:3  |

## Finalrunde

### Halbfinale
| 27. Mai 2012, 14:00 Uhr in Kuppenheim |             |   |            |      |
| 1                                     | Deutschland | – | Frankreich | 10:2 |
| 27. Mai 2012 16:30 Uhr in Kuppenheim  |             |   |            |      |
| 2                                     | Russland    | – | Belarus    | 9:2  |

### Spiel um Platz 3
| 28. Mai 2012, 14:00 Uhr in Kuppenheim |   |         |           |
| Frankreich                            | – | Belarus | 7:5 n. V. |

### Finale
| 28. Mai 2012, 17:00 Uhr in Kuppenheim |   |          |      |
| Deutschland                           | – | Russland | 4:10 |